# خوسه آنتونیو لوپز
خوسه آنتونیو لوپز (اسپانیایی: José Antonio López‎؛ زادهٔ ۱۱ ژوئیهٔ ۱۹۷۶ ‏(۴۸ سال)) دوچرخه‌سوار اهل اسپانیا است.
وی عضو تیم‌هایی همچون تیم موویستار و تیم دوچرخه‌سواری اندلسیا بوده است.